# Gregory House
Doktor Gregory House je fiktivni lik i protagonist medicinske serije Dr. House kojeg glumi britanski glumac Hugh Laurie. House je svojeglavi medicinski genij koji vodi tim dijagnostičara u bolnici Princeton-Plainsboro. House je opisan kao čovjekomrzac, cinik, sebeljubac i svađalica.
U seriji, Houseove nepravovjerne dijagnostičke metode, radikalne terapije i pouzdana racionalnost često dovode do sukoba između njega i njegovih kolega. House je također prikazan kao liječnik kojemu nedostaje empatije i simpatije prema pacijentima, što mu daje dodatnog vremena da pokuša riješiti njihove probleme. House je djelomično inspiriran Sherlockom Holmesom.

## Životopis
Gregory House je rođen kao sin Johna i Blythe House 11. lipnja 1959. Broj njegovog osiguranja izdan je u saveznoj državi Ohio. Houseov otac bio je pilot u marincima, te se često selio tijekom Houseovog djetinjstva. Jedno od mjesta gdje mu je otac bio stacioniran je Egipat, gdje je House razvio fascinaciju prema arheologiji što je i razlog njegovog čuvanja arheoloških uređaja i danas. Otac mu je jedno vrijeme boravio i u Japanu gdje je House otkrio svoj životni poziv nakon što je vidio kako jedan buraku liječnik rješava slučaj koji nitko drugi nije mogao.
House voli svoju majku, a mrzi oca, kojeg naziva "ludim moralnim kompasom", te zbog njega namjerno pokušava izbjeći susrete s oba roditelja. No, svoje osjećaje prema roditeljima pokazuje tijekom istrage protiv njega, kada vidimo da na Božić naziva svoje roditelje i želi im sretan Božić. Tijekom jedne epizode, House jednoj pacijentici ispriča priču kako su ga roditelji ostavljali kod bake koja ga je fizički zlostavljala. Kasnije, tijekom iste epizode, priznaje da ga baka nije fizički zlostavljala, već otac.
House je medicinu studirao na Sveučilištu Johns Hopkins, studirajući psihologiju i biheviorizam sve dok ga kolega Phillip Weber nije prijavio kako prepisuje rješenja testa od njega. Nakon izbacivanja s Johns Hopkinsa, House studira na Sveučilištu Michigan, gdje dobiva diplomu i upoznaje Lisu Cuddy, svoju buduću šeficu. Između nje i Housea postoji određen stupanj seksualne tenzije, zbog jedne zajednički provedene noći.
Otprilike 10 godina prije početka serije, House je bio u vezi s odvjetnicom Stacy Warner (Sela Ward). Pet godina nakon toga, House je dobio infrakciju u desnoj nozi, koja je ostala nedijagnosticirana puna tri dana jer su liječnici mislili da House pokazuje ovisničko ponašanje. House je na koncu sam dijagnosticirao infrakciju. Stvorio se aneurizam u desnom bedru, uzrokujući infrakciju i odumiranje kvadricepsa u desnom bedru. Mrtvi mišić mu je stavljen na premosnicu kako bi obnovio cirkulaciju u ostatku noge, time riskirajući zatajenje organa i zastoj srca. Bio je spreman tripiti nesnošljivu postoperativnu bol kako bi ponovo mogao koristiti nogu. Stacy, Houseov medicinski punomoćnik, nije ispoštovala njegove želje već je odobrila sigurniju metodu, nešto između amputacije i premosnice, pri kojoj mu je uklonjem mrtvi mišić. Ovo je uzrokovalo da House ne može potpuno koristiti nogu, te da trpi manju, ali svejedno jaku bol do kraja života. House nije mogao oprostiti Stacy zbog njezine odluke, pa ga je ona ostavila. House sada trpi kroničnu bol i mora korisiti štap kako bi hodao. Tijekom veze sa Stacy, House je na njezinom tavanu našao štakora kojeg je uzeo kao kućnog ljubimca i nazvao ga je Steve McQueen. Steve je trebao biti ubijen, no House ga je iskoristio kako bi otkrio uzrok bolesti na svom vratu. Do kraja te epizode, House je otkrio da je uzrok mikroplazmoza, koja je nastala zbog Stacyjinog pušenja. Steve je također korišten kako bi otkrio uzrok timu nepoznate bolesti tijekom treće sezone. House je rekao da će Steve, ako i sam pokaže simptome (jer ga je odveo u stan zaraženog), biti udaren "predmetom u obliku štapa za hodanje". No, Steve nije pokazao simptome, tako da ga House nije ubio. Pravi uzrok bolesti, od koje je obolio i dr. Eric Foreman, član tima, bio je primarni amebični meningoencefalitis, a uzročnik je pronađen u lokvi vode na krovu policajčeve kuće iz koje su, osim njega, pili i golubovi koji su također pokazivali simptome. Od tada, Steve je često viđen u kavezu u Houseovom stanu. Na službenoj stranici serije, objavljeno je da je Steve preminuo.
Na kraju druge sezone, čovjek po imenu Jack Moriarty ulazi u Houseov ured i nakon kratkog razgovora puca u njega. House je odveden i uspješno operiran, te nastavlja liječiti trenutnog pacijenta iz bolničkog kreveta. Nakon nekog vremena ustanovi da ima halucinacije, od kojih ga jedna skoro ubije. Uskoro saznaje da može hodati bez štapa, čak i trčati, te saznaje da je uzrok toga lijek ketamin. Kada nakon nekog vremena poveže da je ketamin uzrok halucinacija, želi da mu ga prestanu davati. House uskoro shvati da je sve što je iskusio neistina, čak i same halucinacije te proizvodi jednu kaotičnu halucinaciju nadajući se da će skroz prestati halucinirati, što mu i uspije. Kraj te epizode prikazuje kako Housea odvode na operaciju i kako kaže Cameronici da mu tijekom operacije daje ketamin, što je zapravo povratak u realnost. Tijekom sljedeće epizode, House se vratio u realnost nakon operacije i može normalno hodati i trčati. Uzrok tome je ketamin koji mu je dan tijekom operacije. No, kronična bol se ubrzo vrati i House počne uzimati Vicodin. Nakon nekog vremena, ponovo mora koristiti i štap jer se bol vratila na isti stupanj kao i prije operacije. Od tada, kada ga god neko pita o tome, on ignorira pitanje ili pređe na neku drugu temu.
Stacy svoj prvi nastup u seriji ima u prvoj sezoni, gdje otkriva da je udata za školskog savjetnika po imenu Mark Warner. Iako se ona i House zbliže i ponovo povežu tijekom druge sezone, House joj na koncu kaže da se vrati svome suprugu, što nju devastira.
Pri kraju treće sezone, Houseov dijagnostički tim doživljava krizu. Nakon što Foreman ne uspije riješiti slučaj i pacijentica umre, on odluči dati ostavku, no ostaje do kraja sezone. Tijekom tih par epizoda, tim, Wilson i Cuddyjca pokušavaju nagovoriti Housea da učini sve da zadrži Foremana. Nakon što uspije spasiti dva života u sljedećoj epizodi, svi se nadaju da će Foreman ostati, no on je dalje ustrajan u svom naumu da se, kako on kaže, ne pretvori u Housea. U finalu treće sezone, Chase optuži Housea da se dodvorava Foremanu kako bi ga natjerao da ostane, te nakon nekog vremena dolazi u njegov ured, no prije nego što je mogao išta reći, House mu daje otkaz uz obrazloženje da je tu najduže, te da je ili naučio sve što može ili nije naučio ništa. Ovaj potez uzrokuje još veće probleme, te mu šefica naređuje da vrati Chasea natrag, no House to odbija.
Pri kraju te epizode, u kojoj Kubanac dovodi svoju suprugu k Houseu čamcem kako bi ju on izliječio od nepoznate bolesti, Foreman dolazi k Houseu i oprašta se od njega, unatoč Houseovoj, izrazito ciničnoj doduše, molbi da ostane. U međuvremenu, Kubančeva supruga je na premosnici i svi misle da nema više nade, te Kubanac dopušta da je skinu s premosnice i kada se želi s njim posljednji put zagrliti, osjeti kako joj srce lupa. House je u početku skeptičan, no kada utvrdi da Kubanac ne laže, naredi obavljanje nekih testova te otkriva uzrok: njezino srce je sadržavalo nepotreban treći ostij, što se vrlo lako može ukloniti operacijiom.
Nakon toga, House se vraća u svoj ured i tu nalazi Cameronicu koja mu preda pismo u kojem piše da daje ostavku. Nakon svih "šokova", House se vraća natrag Kubancu, koji je sretan zbog konačnog ishoda slučaja, te razgovara s njim. Kada se na kraju te epizode vrati kući, pronađe veliku kutiju u kojoj se nalazila nova gitara, identična onoj koju je prije imao.
Tijekom pete sezone, Houseu umire otac, a on u početku odbija ići na sprovod, no nakon nagovaranja ipak popusti i ode na sprovod svome ocu. Na sprovod ga je odveo Wilson, a tijekom tog puta njih dvojica su se pomirili i Wilson se vratio na mjesto šefa Odjela za onkologiju. Tijekom te iste epizode House iznosi svoju sumnju da John House nije njegov pravi otac, što se i potvrdi na kraju epizode kada House pokaže Wilsonu rezultate DNA teska koji su, kako je sam House rekao, i s 12 godina predvidio, negativni.
U poljednjih je par epizoda 5. sezone House počeo dobivati halucinacije zbog ovisnosti u Vicodinu. U 23. epizodi vidimo kako je House na detoksikaciji koju nadgleda Lisa Cuddy, koja nakon toga s njim i spava. No, finale 5. sezone pokazuje kako je i to bila halucinacija - House je i dalje pio lijekove, a Cuddyjca nikada nije bila kod njega niti je spavala s njim. On tek tada shvati kako mu treba pomoć, te ga Cuddyjca vodi k Wilsonu koji ga odvodi u psihijatrijsku ustanovu kako bi se oslobodio ovisnosti. Peta sezona završava nijemim pozdravim Wilsona i Housea kada House ulazi kroz vrata ustanove.
Početak 6. sezone bavi se Houseovim liječenjem u Psihijatrijskoj bolnici Mayfield i njegovom vezom s jednom od liječnica. Na kraju epizode, House biva pušten iz psihijatrijske bolnice, te vidimo kako se vraća natrag u Jersey. U sljedećih par epizoda vidimo kako se House lagano oporavlja i navikava na staru rutinu, te da dobiva svoju licencu.

## Karakterizacija
Lik dr. Housea često pokazuje svoju lukavu i podbadajuću narav, voli rastavljati ljude, te se često ruga njihovim slabostima. House vrlo precizno procjenjuje ljudske motive i prošlosti prema njihovom fizičkom izgledu i ponašanju. Dr. James Wilson je jednom prilikom rekao da dok većina liječnika ima kompleks mesije, moraju "spasiti svijet", House ima Rubikov kompleks, on mora riješiti zagonetku. House uglavnom odgađa susret s pacijentima što duže može. Kada se ipak susretne sa svojim pacijentima, House ih zbunjuje svojim odnosom prema njima i neortodoksnim tretmanima, no u isto vrijeme ih iznenađuje brzim dijagnozama njihovih stanja, iako se naizgled čini da ih ne sluša i da ga ne zanimaju. Ova sposobnost viđena je tijekom prve sezone kada House postavi točne dijagnoze punoj sobi za čekanje u manje od minutu tijekom svog izlaska iz klinike.
Njegova mrzovoljnost uglavnom je pripisivana kroničnoj boli u njegovoj desnoj nozi, zbog koje mora nositi štap za hodanje. Stacy Warner, njegova bivša djevojka, rekla je kako je House i prije infrakcije bio isti, a njegova šefica, Lisa Cuddy je nakon operacije rekla da je House "egomanični, narcisoidni gad - isto kao i prije." House svaki dan pije Vicodin kako bi ublažio bol u nozi, ali to je uzrokovalo ovisnost o lijeku. On priznaje ovisnost, no govori kako ona ne predstavlja problem jer mu ne remeti posao.
House otvoreno priča i često referira na pornografiju. Tijekom jedne sezone on uzvraća flertovanju jedne maloljetne pacijentice, a u jednoj drugoj epizodi može se vidjeti kako unajmljuje prostitutku.
House je poliglot, no uvijek dodaje komentare kako bi umanjio oduševljenje onih koji tek saznaju za njegov poliglotski status. Tijekom serije, House se može čuti kako govori engleski, portugalski, španjolski, mandarinski i hindski, no često se zna našaliti kako je možda, nesvjesno, pitao gdje je zahod.
House je viđen kao ateist i nihilist, te zbog toga često ismijava i kritizira svoje kolege i pacijente koji pokazuju i najmanji znak religioznosti. U epizodi Three Stories, House je izjavio kako ne vjeruje u život nakon smrti jer bi to život učinilo "testom".
House također često govori kako svi lažu, no u finalu 1. sezone, našalio se da je lagao kada je to rekao. House kritizira društvena pravila zbog nedostatka racionalnog smisla i beskorisnosti. U jednoj epizodi čak i govori kako zavidi jednom autističnom pacijentu jer mu društvo dopušta da preskoči neke formalnosti koje on, kao zdrav čovjek, mora obavljati. Kasnije, tijekom te iste epizode, Wilson predlaže da House možda ima Aspergerov sindrom zbog mnogih simptoma sindroma koji su očiti kod Housea, kao što je neprihvaćanje društvenih normi, nedostatak brige za fizički izgled i opiranje promjenama, no kasnije je objasnio kako se ni sam ne slaže s tim.
House je snažan nonkonformist i ne mari previše za to što drugi misle o njemu. Tijekom cijele serije, House pokazuje sardoničan odnos prema autoritetima. House pokazuje skoro konstantan nemar prema svom vlastitom izgledu, te na posao redovito dolazi odjeven u košulju i odijelo, noseći traperice, ne mareći za odjevni kodeks liječnika. Nošenje liječničke kute izbjegava kako ga pacijenti ne bi prepoznali kao liječnika.
House nema nekakav naročit društveni život, a jedini prijatelj kojeg ima je dr. Wilson. Wilson je Housea poznavao i prije njegove infrakcije, te se brinuo o njemu nakon raskida sa Stacy. Wilsonovo useljenje kod Housea u epizodi "Sex Kills", nakon što je propao Wilsonov treći brak, simbolizira njegovo pronalaženje emocionalnog zaklona u prijatelju. Iako se redovito prepiru i međusobno si kritiziraju motive, Wilson je riskirao svoju karijeru kako bi spasio Housea. Sam House je nekoliko puta, doduše tajno, priznao kako je zahvalan na Wilsonovom prisustvu i često ga je nazivao svojim najboljim prijateljem.

## Odabir glumca
Prije nego što se Hugh Laurie pojavio na audiciji za ulogu doktora Housea, snimao je film Feniksov let u Namibiji. Laurie se u početku želio prijaviti i za lik dr. Housa i dr. Wilsona. Kada je pročitao da bi dr. Wilson trebao biti "zgodnog i otvorenog lica", odustao je od te uloge i došao je na audiciju samo za dr. Housea. Nakon gledanja snimki pilot epizode, redatelj Byran Singer je odlučio odbiti sve britanske glumce zbog njihovog naglaska. No, kada je pogledao Laurijevu snimku, ne znajući tko je Laurie, Singer je bio oduševljen njegovim američkim naglaskom. Lauriev američki naglasak je navodno bio toliko besprijekoran da je Bryan Singer rekao da je Laurie pravi primjer američkog glumca, ne znajući da je Laurie zapravo Britanac. Laurie je kasnije rekao da je u početku mislio da je glavni lik serije James Wilson. Scenarij je Wilsona opisao kao "momčića", pa je Laurie zaključio da je Wilson glavni lik, a da je House njegov asistent (ime serije tada još nije bilo poznato). Tek kada je dobio pilot epizodu u ruke, Laurie je shvatio da je House zapravo glavni lik. Prije nego što je serija emitirana, producenti su bili zabrinuti da će Laurie, zbog svog izgleda, gledateljima biti antipatičan. Za ulogu doktora Housea, Hugh Laurie je 2006. dobio Zlatni globus, a 2007. Nagradu Ceha filmskih glumaca i još jedan Zlatni globus u kategoriji najbolje glavne muške uloge.

## Koncept i stvaranje
Hugh Laurie je Housea opisao kao osobu koja se "protivi uobičajenim pijetetima modernog života" i koja se nada rijetkoj dijagnozi pri svakom slučaju. Kao protagonist serije, House ime mnoge odlike koje se ne mogu naći, niti se očekuju kod uobičajenih liječnika. Producentica Katie Jacobs Housea opisuje kao statičnog lika koji je naviknut na mizeran život. Ona je također rekla da dr. Wilson, Houseov jedini prijatelj, i sam House izbjegavaju ozbiljne veze što ih još više zbližuje. Robert Sean Leonard, glumac koji tumači dr. Wilsona, rekao je kako je njegov lik jedini koji dobrovoljno održava prijateljsku vezu s Houseom jer ima slobodu kritizirati ga.
Unatoč svom sarkastičnom karakteru, Lisa Edelstein (dr. Lisa Cuddy) kaže da je House osoba ovisna o ljudima oko njega. Ona kaže da je ta osobina otkrivena u trećoj sezoni, tijekom perioda u kojem je njegov posao ugrožen istragom detektiva Michaela Trittera, koji je Housa, zbog lošeg odnosa prema njemu, kazneno gonio zbog posjedovanja narkotika. Houseov problem završava kada Edelsteiničin lik, dr. Lisa Cuddy, krivo svjedoči u Houseovu korist.
Sam Laurie je rekao kako mu je bilo jako teško govoriti američkim naglaskom tijekom snimanja, naročito neke riječi kao što je "koronarna arterija". Trikovi sa štapom koje House izvodi tijekom serije smislio je sam Laurie.

### Paralele sa Sherlockom Holmesom
Lik Gregoryja Housea djelomično je inspiriran fiktivnim detektivom Sherlockom Holmesom. Autor serije David Shore je rekao da je Houseovo prezime "suptilni homaž" Holmesovom, koje se na engleskom čita kao "homes", što na hrvatskom znači "kuće", dok je Houseovo prezime jednina te imenice, odnosno "kuća". Robert Sean Leonard je rekao da su njegov lik, dr. Wilson, i House trebali preuzeti uloge Sherlocka Holmesa i doktora Watsona, no misli da je Houseov dijagnostički tim preuzeo ulogu Watsona. House je ovisnik o Vicodinu i eksperimentira s drugim lijekovima, dok je Holmes ovisnik o kokainu i redovito puši lulu. Obojica likova su glazbenici (House svira klavir i gitaru, a Holmes violinu) i imaju sposobnost otkrivanja ljudskih motiva i života preko njihove osobnosti i izgleda. Holmes živi u Baker Streetu 221B, dok je broj Houseovog stana također 221B. U epizodi "No Reason", čovjek po imenu Jack Moriarty puca u Housea, što je zanimljivo jer se Holmesov najljući neprijatelj zove James Moriarty.

## Vanjske poveznice
- Gregory House u internetskoj bazi filmova IMDb-u

- Fox's House web stranice  Arhivirana inačica izvorne stranice od 23. svibnja 2012. (Wayback Machine)
- Gregory House at House Wiki
- Članci o seriji